# 尾崎健夫
尾崎 健夫（おざき たてお、1954年1月9日 - ）は、日本のプロゴルファーである。
ジャンボ尾崎こと尾崎将司は兄で、ジョー尾崎こと尾崎直道は弟である。徳島県海陽町出身で海南高校野球部のエースとして活躍した。ドライバーショットがジェット機のように強烈なことから、アメリカの下部ツアー転戦時に若手プロらが「ジェット」と称して以来、ジェット、あるいは姓を続けてジェット尾崎、と愛称されている。
2012年8月10日に女優の坂口良子と挙式して「ぴったんこカン・カン」で放送された。坂口杏里は継子である。

## 高校野球
速球を得意とする投手で大石友好とバッテリーを組んで1971年春季の徳島大会で優勝するが、四国代表決定戦で徳島商に敗れた。同年夏も県予選準々決勝で池田高に敗れた。控え捕手が捕れない伸びのある速球を投げ、練習試合では強豪であった。北川裕司、セントラル・リーグ審判の谷博は高校の同期生である。ドラフト会議でヤクルトアトムズに3位指名されていたが、兄と同じ道を歩む事を選択して兄の尾崎将司がヤクルト本社へ直接赴いて断り、プロゴルファーとなった。

## プロゴルフ
- 18歳からゴルフを始め、1975年にツアープレーヤーになる。
- 1976年　フィリピンオープンでツアーデビュー。

### 優勝歴

#### 日本ツアー
- 1984年　白竜湖ポカリスウェットオープン、フジサンケイクラシック
- 1985年　美津濃オープン、日本プロゴルフ選手権大会、サントリーオープンゴルフトーナメント、ABCカップ・日米ゴルフ対抗戦、ゴルフ日本シリーズ
- 1986年　ブリヂストンオープンゴルフトーナメント、大京オープン
- 1988年　日本プロゴルフ選手権大会、サントリーオープンゴルフトーナメント
- 1989年　三菱ギャラントーナメント、ジーン・サラゼン ジュンクラシック
- 1993年　テーラーメイドKSBオープン
- 2000年　フジサンケイクラシック

#### シニアツアー
- 2006年　PGAフィランスロピーリボーネストシニアオープン
- 2007年　日本プロゴルフシニア選手権大会
- 2008年　ファンケルクラシック
- 2009年　ファンケルクラシック
- 2014年　コマツオープン2014